# Kopanina Kaliszańska
Kopanina Kaliszańska – wieś w Polsce położona w województwie lubelskim, w powiecie opolskim, w gminie Łaziska.
W latach 1975–1998 miejscowość położona była w województwie lubelskim.
Wieś stanowi sołectwo w gminie Łaziska. Według Narodowego Spisu Powszechnego z roku 2011 wieś liczyła 140 mieszkańców.

## Etymologia
Nazwa pochodzi od apelatywu kopanina w znaczeniu dół, zagłębienie w ziemi, karczowisko wzięte następnie pod uprawę, natomiast człon odróżniający od nazwy pobliskiej wsi Kaliszany, [w:] Słownik geograficzny Królestwa Polskiego, t. III: Haag – Kępy, Warszawa 1882, s. 699.

## Historia
Wieś odnotowana w roku 1899 w dokumentach Diecezji Lubelskiej. Według spisu z roku 1921 kolonia Kopanina Kaliszańska w gminie Kamień posiadała 33 domy zamieszkałe przez 180 mieszkańców. W okresie powojennym w roku 1952 używano nazwy Kopanina Kaliszany – wieś, w roku 1967 powrócono do nazwy z XIX wieku, Kopanina Kaliszańska.